# Antoni Alojzy (książę Hohenzollern-Sigmaringen)
Anton Alois Meinrad Franz (ur. 20 czerwca 1762 w Sigmaringen, zm. 17 października 1831 tamże) – książę Hohenzollern-Sigmaringen. W chwili kiedy został monarchą jego władztwo było częścią Świętego Cesarstwo Rzymskiego Narodu Niemieckiego. Pozostawało nią do 1806. W latach 1806–1813 wchodziło w skład Związku Reńskiego (Należące do niego państwa były formalnie suwerenne – mogły prowadzić politykę zagraniczną, w praktyce znajdowały się jednak pod przemożnym wpływem cesarza Francuzów Napoleona I. W 1815 zostało członkiem Związku Niemieckiego (będącego luźną konfederacją państw).
Był jedynym synem księcia Hohenzollern-Sigmaringen Karola Fryderyka i jego żony księżnej Joanny, który dożył wieku dorosłego. Na tron wstąpił po śmierci ojca 20 grudnia 1785.
13 sierpnia 1782 w Kirn poślubił księżniczkę Salm-Kyrburg Amelię Zefirynę. Po śmierci księcia Antoniego Alojzego jego następcą został ich syn Karol.